# 楊婕 (導演)
楊婕（英語：Jennifer Yang Chieh，1989年11月2日—），生於台灣桃園市，是臺灣導演、編劇、製片及演員。
2012年以來，陸續以《祖慧老師和她的夢中情人》、《幸運星》、《克洛諾斯》、《乒乓》、《蘇菲雅和她哥》與《年尾巴》等短片，參加坎城影展、金穗獎、翠貝卡影展、高雄電影節等影展的觀摩或競賽單元。2016年，以《乒乓》獲翠貝卡影展的最佳學生短片獎；2018年，以《年尾巴》獲高雄電影節國際短片競賽臺灣組的評審大獎，以及美國導演工會學生電影獎。
楊婕曾就讀國立政治大學廣電系，學習電影和影像處理，畢業後成立工作室。2019年中，取得美國哥倫比亞大學藝術學院的藝術創作—電影製作（編劇／導演）碩士學位。

## 電影作品

### 短片
| 年份 | 中文片名                   | 英文片名             | 演員 | 獎項榮譽                                                         | 影片類型 |
| 2011 | 《祖慧老師和她的夢中情人》 | Her Dream Lovers     |      | 法國坎城影展短片角落觀摩片                                       | 劇情短片 |
| 2013 | 《幸運星》                 | Starry Eyes          |      | 臺灣第一屆微電影節學生組佳作 美國最佳短片競賽Award of Excellence | 劇情短片 |
| 2016 | 《克洛諾斯》               | Cronos               |      | 金穗獎一般作品個人單項表現獎 —— 最佳剪輯獎                       | 劇情短片 |
| 2016 | 《乒乓》                   | Ping Pong Coach      |      | 第15屆翠貝卡影展最佳學生短片獎                                   | 劇情短片 |
| 2016 | 《蘇菲雅和她哥》           | Sophia and Josh      |      |                                                                  | 劇情短片 |
| 2017 | 《一團爛泥》               | Like a Patch of Mud  |      |                                                                  | 劇情短片 |
| 2018 | 《年尾巴》                 | Tail End Of The Year |      | 高雄電影節國際短片競賽臺灣組評審大獎 美國導演工會學生電影獎      | 劇情短片 |
| 2023 | 《地獄催淚部》             |                      |      |                                                                  | 劇情短片 |

## 外部連結
- Facebook專頁
- Blog （页面存档备份，存于）
- Instagram專頁
- Youtube專頁 （页面存档备份，存于）
- Vimeo專頁 （页面存档备份，存于）
- 華文影史庫 楊婕 （页面存档备份，存于）
- 楊婕台灣電影網Taiwan Cinema （页面存档备份，存于）